# جزيرة أدير

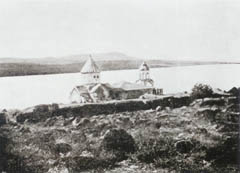
الدير من الشمال الشرقي

جزيرة أدير ( (بالتركية: Adır Adası)‏) أو جزيرة ليم ((بالأرمنية: Լիմ կղզի)‏، (بالكردية: Girava Lîm)‏ )، هي أكبر جزيرة في بحيرة فان، وتقع في الجزء الشمالي الشرقي من البحيرة. خلال الإبادة الجماعية للأرمن، عبر ما يزيد عن 12000 امرأة وطفل أرمني إلى الجزيرة على مدى ثلاثة أيام. سرعان ما أصبح الوضع حرجًا بسبب نقص الغذاء.  
كان الدير الأرمني في الجزيرة يسمى بدير القديس جورج أو سورب كيفورك. بُني عام 1305 وأجريت عليه توسعة عامي 1621 و 1766، وهو حالياً في حالة خراب.  تضم الجزيرة أيضًا مقبرة للأرمن خاشكار. 

## روابط خارجية
- جزيرة ليم والدير الأرمني "أنابات" في Panoramio: photo1، photo2، photo3، photo4، photo5، photo6